# Joachim Lang (Ingenieur)

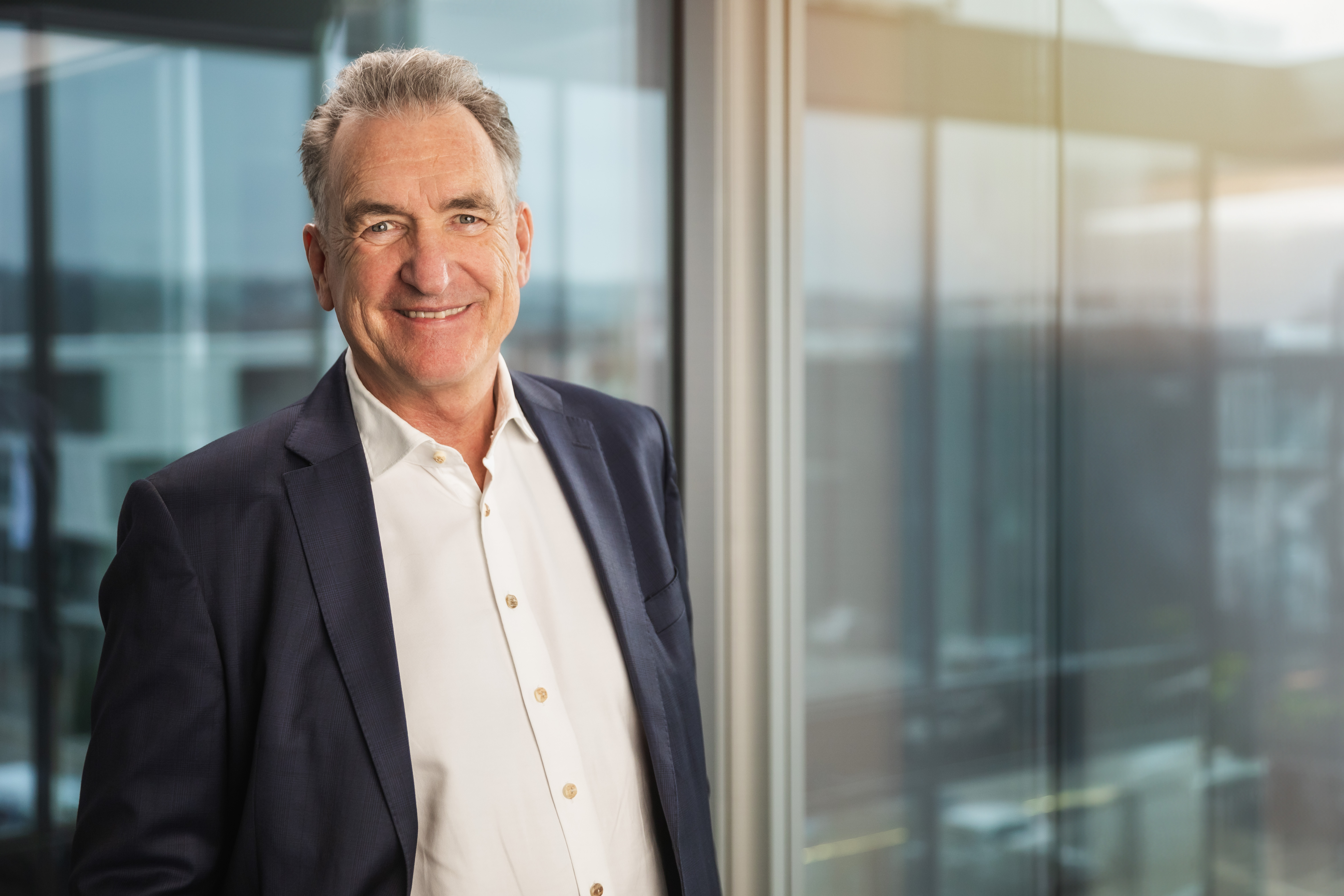
Joachim Lang (2024)

Joachim Lang (* 5. Februar 1960 in Bochum) ist ein deutscher Unternehmer, Feinmechaniker und Ingenieur.

## Leben
Joachim Lang wuchs gemeinsam mit drei Brüdern und einer Schwester, Christine Lang, in Bochum auf. Er absolvierte eine Ausbildung zum Feinmechaniker, war während seiner Zeit bei der Bundeswehr für die Instandsetzung von feinmechanisch-optischen Instrumenten zuständig und studierte schließlich Feinwerktechnik (Schwerpunkt Biomedizinische Technik) an der Hochschule Ulm.
Im Jahr 1994 gründete er zusammen mit Winfried Keppler das Dienstleistungsunternehmen euro engineering, das sich zu einem der großen deutschen Ingenieur-Dienstleister entwickelte. Im Jahr 2001 gründete Joachim Lang in Ulm das Ingenieur-Unternehmen Consinion GmbH für Unternehmensberatung, Interim-Management und Personalentwicklung, das 2022 zur Cigus GmbH umfirmierte. Das Unternehmen ist seit 2024 Teil eines Arbeitskreises der Hochschule Neu-Ulm für die Nutzung von KI in Unternehmen. Im Februar 2025 zog er sich aus dem operativen Geschäft zurück und übergab die Firmenleitung an den bisherigen Stellvertretenden Geschäftsführer Jens Feuerlein. Lang verbleibt im Unternehmen als Gesellschafter und Berater.
Lang, der sich rund dreißig Jahre lang im Bereich Personalentwicklung mit dem Themengebiet Coaching befasste, ist seit Mai 2023 Lehrbeauftragter für Grundlagen des Coaching an der Hochschule Landshut im berufsbegleitenden Master-Studiengang Digitale Unternehmensführung. Daneben ist er selbst als Coach tätig und berät zum Thema Unternehmensnachfolge.

## Mitgliedschaften
Lang war Mitglied des Senats der Hochschule Ulm und von 2009 bis 2017 Vorsitzender des Vereins Pro! Hochschule Ulm, der Studierende und Absolventen mit Unternehmen aus der Wirtschaft verbindet. Von 1996 bis 2002 war er Vorsitzender der Bezirksgruppe Donau-Iller im Verein Deutscher Ingenieure (VDI) und von 2002 bis 2012 Vorsitzender des Aufsichtsrats der Ingenics AG.
Ab 2010 war er Mitglied des Aufsichtsrats der von seiner Schwester Christine Lang gegründeten Firma Organobalance Medical AG in Berlin und war von Ende 2016 bis Juni 2020 stellvertretender Aufsichtsratsvorsitzender nach der Umbenennung zu Belano Medical AG.
Außerdem ist er in Vorständen und Beiräten mehrerer Unternehmen und Organisationen sowie in Berufs- und Fachverbänden aktiv.